# عملية سرفال
عملية سرفال (بالفرنسية: Opération Serval) هي عملية عسكرية فرنسية في مالي.كانت تهدف العملية إلى منع وفي النهاية هزيمة الميلشيات الإسلامية المتمردة في شمال مالي، التي بدأت بالاندفاع نحو وسط البلاد.
يأتي الاسم سرفال من Serval وهو الاسم الفرنسي للبج، وهو نوع من السنوريات، يعيش في أفريقيا.

## خلفية
في يناير 2012، بعد حدوث تدفق للأسلحة عقب الحرب الأهلية الليبية، بدأ الطوارق من الحركة الوطنية لتحرير أزواد تمردًا ضد حكومة مالي المركزية. وفي أبريل، قالت الحركة أنها حققت أهدافها، وأنها توقف عملياتها ضد الحكومة، معلنة استقلال أزواد. في يونيو 2012، حدث نزاع بين الحركة الوطنية وجماعة أنصار الدين الإسلامية وحركة التوحيد والجهاد في غرب أفريقيا بعد أن بدأ الإسلاميون في تطبيق الشريعة في أزواد، وبحلول 17 يوليو، قام كل من حركة التوحيد والجهاد وأنصار الدين بدفع الحركة الوطنية خارج المدن الرئيسية. وفي 1 سبتمبر 2012، استولت الحركة الوطنية على دونتزا، في إقليم موبتي، التي كانت تتحكم بها ميلشيا أبناء الأرض، لاحقًا في 28 نوفمبر 2012 دُفعت الحركة الوطنية خارج لوريه، الواقعة بإقليم تمبكتو.
وقع طيار فرنسي قتيلًا، ودمرت طوافته، لحق ذلك قصف جوي مكثف قام به الطيران الحربي الفرنسي، ونَشر مئات من العسكريين الفرنسيين في العاصمة المالية.
لمعلومات أكثر حول خلفيات عملية سرفال

## تسلسل زمني
- 10 يناير 2013 سقوط كونا بمالي
- 11 يناير 2013 الرئيس المالي يطلب المساعدة مباشرة من فرنسا
- 12 و 13 يناير 2013 ضربات جوية في عدة مناطق من مالي سمحت بتدمير عدة مركبات و مخازن سلاح
- 14 لـ 18 يناير 2013 عملية أرضية/ جوية : شكوك تحوم حول العملية لما راجت أخبار عن سقوط ديابالي بيد الجهاديين و السلطات المالية تروج لأخبار سيطرة كاملة على كونا و بصدد تأمين ديابالي
- 19 يناير 2013 بعد هذا التاريخ أعلنت القوات الفرنسية أنها سيطرت بالكامل على كونا و تتقدم نحو قاو و تمبكتو و التقدم ظاهلر عبر الإعلام العالمي و بالنسبة للجهاديين إختفو عن الأنظار و في كامل المدن التي يسيطرون عليها